# Albanita Viana de Oliveira
Albanita Viana de Oliveira (Ceará, ?) é uma médica cearense, professora da Universidade do Estado do Rio de Janeiro (UERJ). Foi presidente do Conselho Superior da FAPERJ. Em 2002, recebeu a Comenda da Ordem Nacional do Mérito Científico do Brasil.

## Carreira
Em 20 de maio de 1981, Albanita Viana de Oliveira obteve o grau de Mestre pelo Centro de Ciências da Saúde da UFRJ, com a Tese intitulada "Análise Crítica da Tricromia de Masson. Avaliação das Biópsias Renais".
Realizou o Doutorado na USP de Ribeirão Preto sob orientação dos pesquisadores Marcos Antonio Rossi e Antônio Campos Neto(1984).
Nos anos de 1986, 2005, 2006 e 2007, foi Vice-Reitora de Pós-Graduação e Pesquisa da Universidade do Estado do Rio de Janeiro (UERJ). Foi escolhida pelo governador do Rio de Janeiro, Sérgio Cabral, como presidente do Conselho Superior da Fundação Carlos Chagas Filho de Amparo à Pesquisa do Estado do Rio de Janeiro (FAPERJ), dentre os nomes da lista tríplice enviada a ele.
Nos anos de 1999 e 2000, Albanita Viana de Oliveira foi Diretora-adjunta de Desenvolvimento Cientifico e Tecnológico do Conselho Nacional de Desenvolvimento Científico e Tecnológico (CNPq). Em 2005, fez parte do Comitê Técnico Assessor de Pesquisa em DST/HIV/Aids, da Secretaria de Vigilância em Saúde, do Ministério da Saúde.
Em 2001 e 2002, fez parte do Comitê Gestor do Fundo Setorial de Recursos Hídricos (CT-Hidro), como representante do CNPq. Na gestão 2005-2007, foi assessora especial de Fomento à Pesquisa da Sociedade Brasileira de Patologia.
Em 2013, Albanita Viana de Oliveira aposentou-se como Professora Titular da área de Anatomia Patológica, da Faculdade de Ciências Médicas, da UERJ.
Albanita por sua vez, tem experiência na área da Saúde, em especial nos temas relacionados a pesquisas voltadas doenças tanto infecciosas quanto parasitárias, abrangendo a patologia renal. Portanto, atualmente, suas linhas de pesquisa estão voltadas para anatomia patológica, patologia clínica e renal, imunoquímica,imunologia aplicada e parasitologia.. 

## Prêmios
- 2013 - Prêmio Alfredo Monteiro, do XXVIII Fórum de Pesquisa em Cirurgia.[17]
- 2002 - Comenda da Ordem Nacional do Mérito Científico do Brasil.[3]
- 1984 - Prêmio Patologia Infecciosa e Parasitária, do VII Congresso da Sociedade Brasileira de Patologia.[3]